# Solanum deflexicarpum
Solanum deflexicarpum là loài thực vật có hoa trong họ Cà. Loài này được C.Y. Wu & S.C. Huang miêu tả khoa học đầu tiên năm 1978.